# Esteban Ruiz
Esteban Ruiz (Bogotá, 15 de julio de 1997) es un futbolista colombiano. Juega como portero y actualmente juega en el Deportivo Coopsol de la Liga 2 de Perú.

## Trayectoria

### Inicios
Esteban Ruiz empezó en el fútbol como arquero y se quedó en esa posición. Sus primeros pasos los dio en el Colegio Simón Bolívar de Bogotá donde además culminó sus estudios de bachillerato. Paralelamente, ingresó a la escuela de fútbol llamada Cataluña Suba, de allí siguió adquiriendo nivel y llega a la reconocida escuela de fútbol Caterpillar Motor donde estuvo un año y medio y eso le abrió las puertas para su primer club profesional, el Bogotá Fútbol Club, en donde estuvo un buen tiempo y luego pasó a La Equidad cuando apenas tenía 15 años.

### La Equidad
En 2012 llegó las divisiones menores de La Equidad en donde terminó su proceso formativo hasta finales de 2016, disputando los torneos Difutbol. Paralelamente, fue el cuarto arquero del club siendo suplente de: Diego Novoa, Cristian Pinzón, Johan Silva, William Cuesta, Leandro Gelpi, Cristian Bonilla y Kevin Piedrahíta.
Durante todo el mes de septiembre de 2014 fue acercado al equipo profesional, en donde estuvo como arquero emergente en 5 partidos válidos por la primera división ante: Once Caldas, Alianza Petrolera, Santa Fe, Atlético Nacional y Deportivo Pasto. Igualmente, en el mes de julio de 2016 reapareció como arquero emergente del equipo asegurador ante: Cortuluá, Envigado y Atlético Huila.
En 2017 fue inscrito ante la Dimayor como el tercer arquero del club siendo el suplente de Diego Novoa y Leandro Gelpi quienes sufrieron delicadas lesiones que los sacaron de las canchas por el resto del torneo; tras la lesión de Leandro jugaría unos minutos haciendo su debut como profesional en marzo del 2017.
Dado que los dos arqueros principales se lesionaron, el entrenador Arturo Boyacá decide traer un nuevo golero para que le siguiera brindando experiencia a Ruiz, el 17 de marzo La Equidad anuncia la llegada del estadounidense Kevin Piedrahíta quien luego de jugar 2 partidos y se lesiona gravemente, tras algo atípico Ruiz pasa de ser el cuarto arquero del club a ser el titular por lo resta de temporada. Rápidamente, Ruiz se dio a destacar, en los 15 partidos disputados llegó a atajar 5 penales entre partidos de Copa Colombia y del torneo finalización.
Para inicios de 2018 continuaría atajando como titular los primeros 9 partidos de la temporada y luego volvería de a poco a hacer el arquero suplente y luego el tercero. Para la temporada 2019 en el torneo apertura 2019 no disputaría ningún partido y decide tomar nuevos rumbos.
Con La Equidad disputó un total de 24 partidos, destacándose en la mayoría de ellos.

### Independiente Medellín
El 26 de julio de 2019, tras sus buenas actuaciones con el conjunto asegurador, se confirma su llegada al Independiente Medellín, equipo tradicional del fútbol colombiano. Donde por decisiones técnicas del entrenador Aldo Bobadilla nunca logra debutar, ya que era el tercer arquero. Para la temporada 2020 tan solo estaría como arquero emergente en un partido ante el América de Cali.

### Millonarios
Luego de un breve paso por el Club River Plate de Asunción, Esteban ficha, como jugador libre, por Millonarios. Debuta el 17 de octubre de 2021 en el Clásico bogotano, siendo destacado de su equipo para obtener la victoria 0-2 en su visita a Santa Fe. Después de alternar la titularidad en el arco 'Embajador' con Juan Moreno y Christian Vargas en el Torneo Finalización 2021, Millonarios no le renueva su contrato y se despide del club a través de redes sociales.

### Deportes Quindío
El 3 de enero de 2022 se confirmó su traspaso al Deportes Quindío de la ciudad de Armenia.

### Deportivo Coopsol
El 13 de marzo del 2025, el cuadro peruano fichó a Ruiz para disputar la Liga 2 2025.

## Selección Colombia
Ruíz fue el arquero titular de la Selección Colombia sub-23 en el Torneo Preolímpico Sudamericano de 2020 en los 7 partidos del certamen.

### Participaciones Sub-23
| Torneo                        | Sede     | Resultado     | PJ. | GR. | Imb. |
| ----------------------------- | -------- | ------------- | --- | --- | ---- |
| Preolímpico Sudamericano 2020 | Colombia | Cuarto puesto | 7   | -9  | 2    |

## Clubes
| Club                   | País       | Año         |
| ---------------------- | ---------- | ----------- |
| La Equidad             | Colombia   | 2017 - 2019 |
| Independiente Medellín | Colombia   | 2019 - 2020 |
| River Plate Asunción   | Paraguay   | 2021        |
| Millonarios            | Colombia   | 2021 - 2022 |
| Deportes Quindío       | Colombia   | 2023        |
| Municipal Liberia      | Costa Rica | 2024        |
| Deportivo Coopsol      | Perú       | 2025        |

## Estadísticas
- Actualizado al último partido jugado: Milllonarios FC 2-1 América de Cali. 16 de diciembre de 2021.

| Club | Div           | Temporada     | Liga | Liga | Liga | Copas nacionales(1) | Copas nacionales(1) | Copas nacionales(1) | Torneos internacionales(2) | Torneos internacionales(2) | Torneos internacionales(2) | Total | Total | Total | Media goles(3) |
| Club | Div           | Temporada     | PJ   | GR   | Imb. | PJ                  | GR                  | Imb.                | PJ                         | GR                         | Imb.                       | PJ    | GR    | Imb.  | Media goles(3) |
| --- | ------------- | ------------- | ---- | ---- | ---- | ------------------- | ------------------- | ------------------- | -------------------------- | -------------------------- | -------------------------- | ----- | ----- | ----- | -------------- |
| La Equidad · Colombia | 1.ª           | 2017          | 9    | -7   | 3    | 6                   | -6                  | 3                   | Inexistentes               | Inexistentes               | Inexistentes               | 15    | -13   | 6     | 0.87           |
| La Equidad · Colombia | 1.ª           | 2018          | 8    | -5   | 5    | 1                   | -3                  | 0                   | Inexistentes               | Inexistentes               | Inexistentes               | 9     | -8    | 5     | 0.56           |
| La Equidad · Colombia | 1.ª           | 2019          | 0    | -0   | 0    | Inexistentes        | Inexistentes        | Inexistentes        | Inexistentes               | Inexistentes               | Inexistentes               | 0     | -0    | 0     | 0.00           |
| La Equidad · Colombia | Total club    | Total club    | 17   | -12  | 8    | 7                   | -9                  | 3                   | 0                          | 0                          | 0                          | 24    | -21   | 11    | 0.88           |
| Independiente Medellín · Colombia | 1.ª           | 2019          | 0    | -0   | 0    | 0                   | -0                  | 0                   | Inexistentes               | Inexistentes               | Inexistentes               | 0     | -0    | 0     | 0.00           |
| Independiente Medellín · Colombia | 1.ª           | 2020          | 0    | -0   | 0    | Inexistentes        | Inexistentes        | Inexistentes        | Inexistentes               | Inexistentes               | Inexistentes               | 0     | -0    | 0     | 0.00           |
| Independiente Medellín · Colombia | Total club    | Total club    | 0    | -0   | 0    | 0                   | -0                  | 0                   | 0                          | 0                          | 0                          | 0     | -0    | 0     | 0.00           |
| River Plate Asunción Paraguay | 1.ª           | 2021          | 0    | -0   | 0    | Inexistentes        | Inexistentes        | Inexistentes        | Inexistentes               | Inexistentes               | Inexistentes               | 0     | -0    | 0     | 0.00           |
| River Plate Asunción Paraguay | Total club    | Total club    | 0    | -0   | 0    | 0                   | -0                  | 0                   | 0                          | 0                          | 0                          | 0     | -0    | 0     | 0.00           |
| Millonarios · Colombia | 1.ª           | 2021          | 13   | -14  | 3    | Inexistentes        | Inexistentes        | Inexistentes        | Inexistentes               | Inexistentes               | Inexistentes               | 13    | -14   | 3     | 1.08           |
| Millonarios · Colombia | Total club    | Total club    | 13   | -14  | 3    | 0                   | -0                  | 0                   | 0                          | 0                          | 0                          | 13    | -14   | 3     | 1.08           |
| Total carrera | Total carrera | Total carrera | 30   | -26  | 11   | 7                   | -9                  | 3                   | 0                          | 0                          | 0                          | 37    | -35   | 14    | 0.95           |
| (1) Incluye datos de la Copa Colombia. (2) Incluye datos de la Copa Sudamericana y la Copa Libertadores. (3) Goles encajados. No se incluyen partidos amistosos. |               |               |      |      |      |                     |                     |                     |                            |                            |                            |       |       |       |                |

### Selección
| Selección | Temporada                  | Amistosos | Amistosos | Amistosos | Sudamérica1) | Sudamérica1) | Sudamérica1) | Mundial | Mundial | Mundial | Total | Total | Total | Media goleadora |
| Selección | Temporada                  | PJ        | GR        | Imb.      | PJ           | GR           | Imb.         | PJ      | GR      | Imb.    | PJ    | GR    | Imb.  | Media goleadora |
| --- | -------------------------- | --------- | --------- | --------- | ------------ | ------------ | ------------ | ------- | ------- | ------- | ----- | ----- | ----- | --------------- |
| Sub-23 · Colombia | 2020                       | —         | —         | —         | 7            | -9           | 2            | —       | —       | —       | 7     | -9    | 2     | 1.29            |
| Sub-23 · Colombia | Total                      | 0         | 0         | 0         | 7            | -9           | 2            | 0       | 0       | 0       | 7     | -9    | 2     | 1.29            |
| Total Selecciones Colombia                                                                                            | Total Selecciones Colombia | 0         | 0         | 0         | 7            | -9           | 2            | 0       | 0       | 0       | 7     | -9    | 2     | 1.29            |
| (1) Incluye los partidos del Copa América/Clasificatorias Sudamericanas/Torneo Preolímpico Sudamericano Sub-23 (2020) |                            |           |           |           |              |              |              |         |         |         |       |       |       |                 |

### Penaltis
| 1º                                                  | 15-3-2017  | Copa Colombia    | La Equidad  | Tigres               | Felipe Ávila      | Errado     |
| 2º                                                  | 15-3-2017  | Copa Colombia    | La Equidad  | Tigres               | Wilson Carpintero | Atajado    |
| 3º                                                  | 30-4-2017  | Primera División | La Equidad  | Deportivo Cali       | Devorador Duque   | Convertido |
| 4º                                                  | 3-5-2017   | Copa Colombia    | La Equidad  | Bogotá FC            | Jader Valencia    | Atajado    |
| 5º                                                  | 15-5-2017  | Primera División | La Equidad  | Atlético Bucaramanga | John Pajoy        | Atajado    |
| 6º                                                  | 17-5-2017  | Copa Colombia    | La Equidad  | Cúcuta Deportivo     | Diego Echeverri   | Convertido |
| 7º                                                  | 27-5-2017  | Primera División | La Equidad  | Deportes Tolima      | Ángelo Rodríguez  | Atajado    |
| 8º                                                  | 12-7-17    | Copa Colombia    | La Equidad  | Santa Fe             | Anderson Plata    | Atajado    |
| 9º                                                  | 4-3-2018   | Primera División | La Equidad  | Atlético Huila       | Omar Duarte       | Convertido |
| 10°                                                 | 26-9-2018  | Copa Colombia    | La Equidad  | Itagüí Leones        | Felipe Aguirre    | Convertido |
| 11°                                                 | 26-9-2018  | Copa Colombia    | La Equidad  | Itagüí Leones        | Antony Otero      | Convertido |
| 12°                                                 | 26-9-2018  | Copa Colombia    | La Equidad  | Itagüí Leones        | Roger Lemus       | Convertido |
| 13°                                                 | 26-9-2018  | Copa Colombia    | La Equidad  | Itagüí Leones        | David Montoya     | Convertido |
| 14º                                                 | 21-11-2021 | Primera División | Millonarios | Atlético Nacional    | Dorlan Pabón      | Convertido |
| 15º                                                 | 29-11-2021 | Primera División | Millonarios | América de Cali      | Adrián Ramos      | Convertido |
| TOTAL: Penaltis encajados: 9 / Penaltis atajados: 6 |            |                  |             |                      |                   |            |

## Palmarés

### Campeonatos nacionales
| Título        | Club                   | País     | Año  |
| ------------- | ---------------------- | -------- | ---- |
| Copa Colombia | Independiente Medellín | Colombia | 2019 |